# تمی چاینا
تمر آنیکا چین (انگلیسی: Tami Chynn؛ زادهٔ ۱۴ ژوئن ۱۹۸۴) که بیشتر با نام تمی چاینا شناخته می‌شود، خواننده، ترانه‌سرا و رقصنده جاماییکایی است. وی از سال ۲۰۰۵ میلادی تاکنون مشغول فعالیت بوده‌است.